# رابرت مارکوس گان
رابرت مارکوس گان (انگلیسی: Robert Marcus Gunn؛ ‏ ۱۸۵۰ – ۲۹ نوامبر ۱۹۰۹) چشم‌پزشک اهل اسکاتلند بود که بابت توصیف نشانهٔ گان و مردمک مارکوس گان شناخته می‌شود. وی دانش‌آموختهٔ رشتهٔ پزشکی در دانشگاه سنت اندروز و دانشگاه ادینبرو بود و مدرک کارشناسی پزشکی و جراحی خود را در سال ۱۸۷۳ دریافت کرد. او طی تحصیل خود، تحت تاثیر کارهای جوزف لیستر و داگلاس آرگایل رابرتسون قرار گرفت و از طریق خودآموزی کار با افتالموسکوپ را یادگرفت. او در سال ۱۸۸۳ جراح بیمارستان گریت اورمند استریت و از سال ۱۸۸۶ جراح بیمارستان ملی عصب‌شناسی و جراحی مغز و اعصاب شد.